# Government Center (Metro de Boston)
Government Center es una estación en el Ramal B, el Ramal C, el Ramal D, el Ramal E de la línea verde y la línea Azul del Metro de Boston. La estación se encuentra localizada en Tremont Street y Cambridge Street en Centro de Boston, Massachusetts. La estación Government Center fue inaugurada el 3 de septiembre de 1898 para la línea Verde y el 18 de marzo de 1916 para la línea Azul. La Autoridad de Transporte de la Bahía de Massachusetts es la encargada por el mantenimiento y administración de la estación.

## Descripción
La estación Government Center cuenta con 1 plataforma central (línea Azul), 1 plataforma triangular central (línea Verde) y 2 vías para cada línea, totalizando 4 vías.

## Atracciones
- Ayuntamiento de Boston, sede del gobierno municipal
- John F. Kennedy Federal Building
- Faneuil Hall
- Quincy Market
- Freedom Trail
- Tiendas y restaurantes